# Съвместна резолюция
Съвместната резолюция е законодателна мярка на Конгреса на САЩ, която изисква одобрението на Сената и Камара на представителите. Ако е приета, се представя на Президента за неговото одобрение (чрез подпис) или неодобрение по същия начин, по който се процедира със законопроект.
Като цяло няма юридически разлики между съвместна резолюция и законопроект; и двата документа трябва да бъдат приети (следвайки еднаква процедура) и от 2-те камари на Конгреса и след приемането им да бъдат представени на Президента и подписани от него. В случай на упражнено вето, трябва да бъдат преразгледани и прегласувани наново; може да останат неподписани 10 дни, докато Конгресът е в сесия, преди да станат закон.
Законите, приети по силата на съвместна резолюция не се отличават от законите, приети чрез законопроекти. От друга страна конституционните промени се приемат със съвместни резолюции, които не са представят на Президента. Вместо това са изпращат до всички щати в САЩ за ратификация по силата на член 5 от Конституцията на САЩ.
Докато по принцип и законопроект и съвместна резолюция могат да се използват за създаване на закони, с тях се борави по различен начин в ежедневната практика. Законопроектите обикновено се използват за добавяне на нови и отменяне или изменение на съществуващи закони. Също така със законопроекти се прокарват 12-те годишни бюджетни акта.
Съвместните резолюции обикновено се използват за:
- отпускане на малки кредитни линии на Конгреса;
- продължение на резолюции, с които са били определени проектобюджети от предишната фискална година, когато някой от 12-те годишни бюджетни акта е бил временно задържан да стане закон навреме;
- създаване на временни комисии или други целеви органи (например Комисията за терористичните атаки около 11 септември);
- създаване на временни изключения в съществуващото законодателство, като например за насрочване дата, различна от 6 януари за преброяване на гласовете на Избирателната колегия или за намаляване на заплатите на служители[2], прехвърлили се от законодателния орган в изпълнителната власт, така че да се избегне конфликт на интересите;
- обявяване на война;
- встъпване в постоянно владение на други територии/народи.